# Große Steuer (Hildesheim)
Koordinaten: 52° 8′ 52,3″ N, 9° 55′ 38,6″ O
Die Große Steuer in Hildesheim ist eine historische Treppenstraße im Westen von Hildesheim im Stadtteil Moritzberg, die zwischen mehreren Sehenswürdigkeiten verläuft, die das Bild des Stadtteils entscheidend prägen.

## Länge und Lage
Die Große Steuer ist 89 m lang und zweigt im Bereich des kleinen Platzes Am Bergbrunnen von der Bergstraße (Hildesheim) nach Südwesten ab. Sie verläuft steil bergauf und mündet in den Stiftskirchenweg, wo sie unmittelbar vor der Mauritiuskirche endet. Da sie auf stark abschüssigem Gelände angelegt wurde, wurden in regelmäßigen Abständen insgesamt 43 Treppenstufen angelegt.

## Geschichte und Herkunft des Namens

Bergflecken Mauritius um 1770 mit Kreyla- und Katzthor sowie Juden-Begräbnis

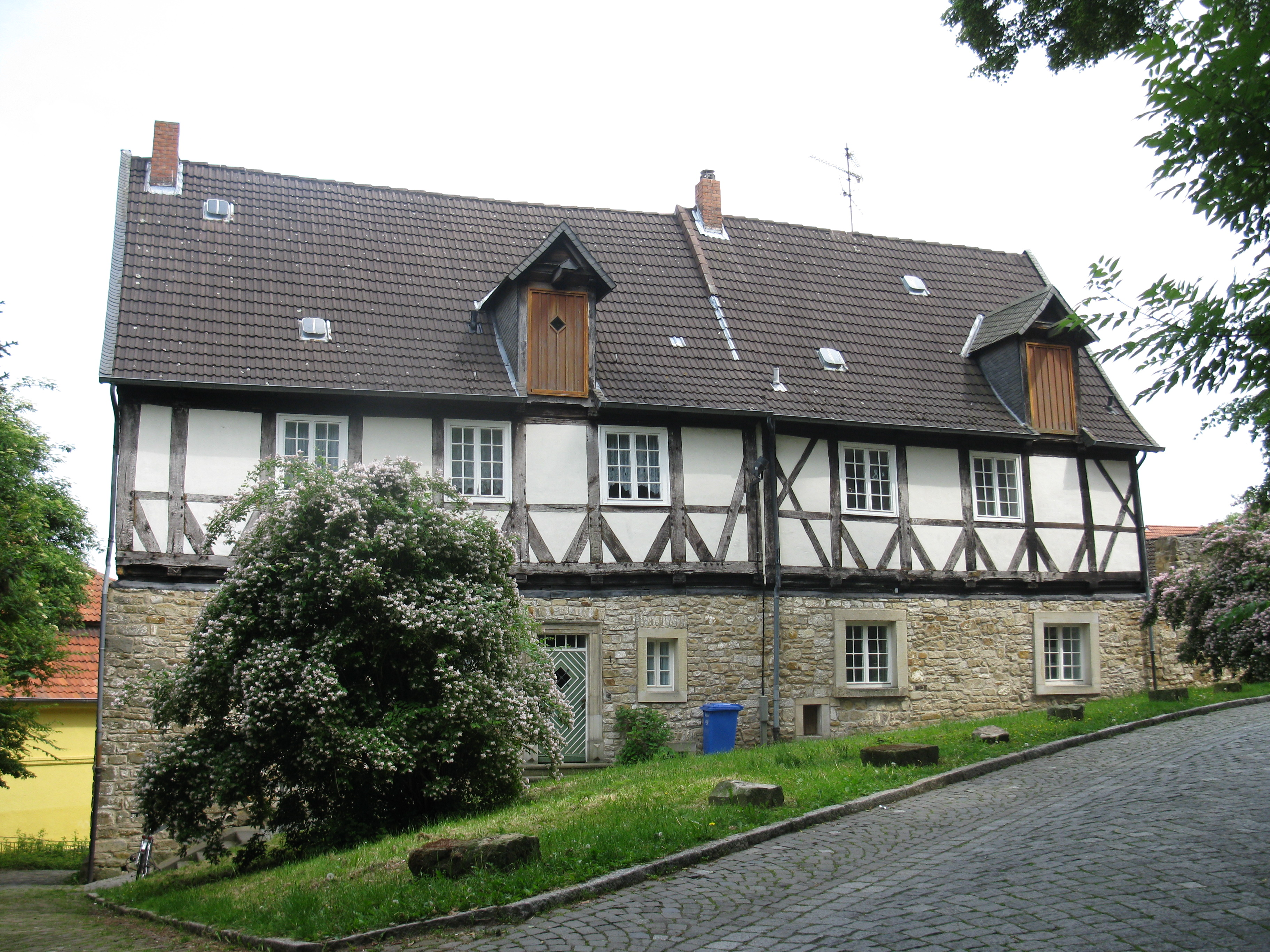
Kratzbergscher Hof (1654)

Die Große Steuer ist eine der ältesten Straßen des Hildesheimer Stadtteiles Moritzberg, der früher auch „Flecken Mauritius“ genannt wurde. Die Bezeichnung Steuer bedeutet in diesem Zusammenhang „Stieg“ oder „Stiege“. Unweit südlich von ihr befindet sich eine weitere steile Straße mit dem Namen Kleine Steuer. Auf einer um 1770 angefertigten Landkarte des Bergfleckens Mauritius, die zwar keine Straßennamen anzeigt, ist sie bereits eingezeichnet, allerdings nicht als Treppenstraße. Der heutige Name Große Steuer wird 1936/37 in einem Adressbuch erstmals offiziell verwendet.
Den Zweiten Weltkrieg überstand die Große Steuer unbeschädigt.

## Bauwerke und Besonderheiten
- An der Großen Steuer erhebt sich eines der markantesten Bauwerke des ganzen Stadtteiles, die 1882–86 im neogotischen Stil erbaute und weithin sichtbare Villa Windhorst, die von einer Natursteinmauer umgeben ist.[3] Auf ihrem Grundstück befand sich bis 1812 die Pfarrkirche des 1911 nach Hildesheim eingemeindeten Bergfleckens Moritzberg, St. Margarethen. Es ist nicht auszuschließen, dass beim Bau der Mauer der Villa Steine verwendet wurden, die man beim Abbruch der Kirche gewonnen hatte. Im südwestlichen Teil der Mauer ist an der Großen Steuer ein markanter Stein zu sehen, in den ein Kreuz und die Jahreszahl 1410 eingemeißelt sind – möglicherweise stammt er aus St. Margarethen.[4]
- Die Große Steuer beginnt vor dem repräsentativen Portal der 1913–1915 errichteten evangelischen Grund- und Hauptschule, die wegen des gelben Putzes seit Jahrzehnten in Hildesheim unter dem Namen „Gelbe Schule“ bekannt ist und ein nicht weniger markantes Bauwerk darstellt.[5] Der Baustil des Portals ist dem Barock nachempfunden, ebenso der turmartige Erker der Schule, der in die Große Steuer hineinragt. Beide Gebäudeteile stellen so eine Verbindung zum Barockturm der nahe gelegenen Kirche her. An der Großen Steuer befindet sich auch die Turnhalle der Schule.
- Die Große Steuer endet unmittelbar vor der romanischen Mauritiuskirche aus dem 11. Jahrhundert, deren achteckiger Turm (1765) die Silhouette des gesamten Stadtteils beherrscht.[6]
- An der Einmündung der Großen Steuer in den Stiftskirchenweg ist der Kratzbergsche Hof sehenswert, ein ehemaliges Kuriengebäude aus dem Jahre 1654. Es handelt sich um ein langgestrecktes, zweigeschossiges Fachwerkhaus mit einem markanten Giebel, der die Große Steuer überragt und nachhaltig prägt. West- und Nordseite des Erdgeschosses bestehen aus Bruchsteinen, während das vorkragende Obergeschoss aus Fachwerk durch Fußbänder über der Stockwerkschwelle betont wird.[7] Das Dach wird durch zwei Zwerchhäuser mit Ladeluken aufgelockert.

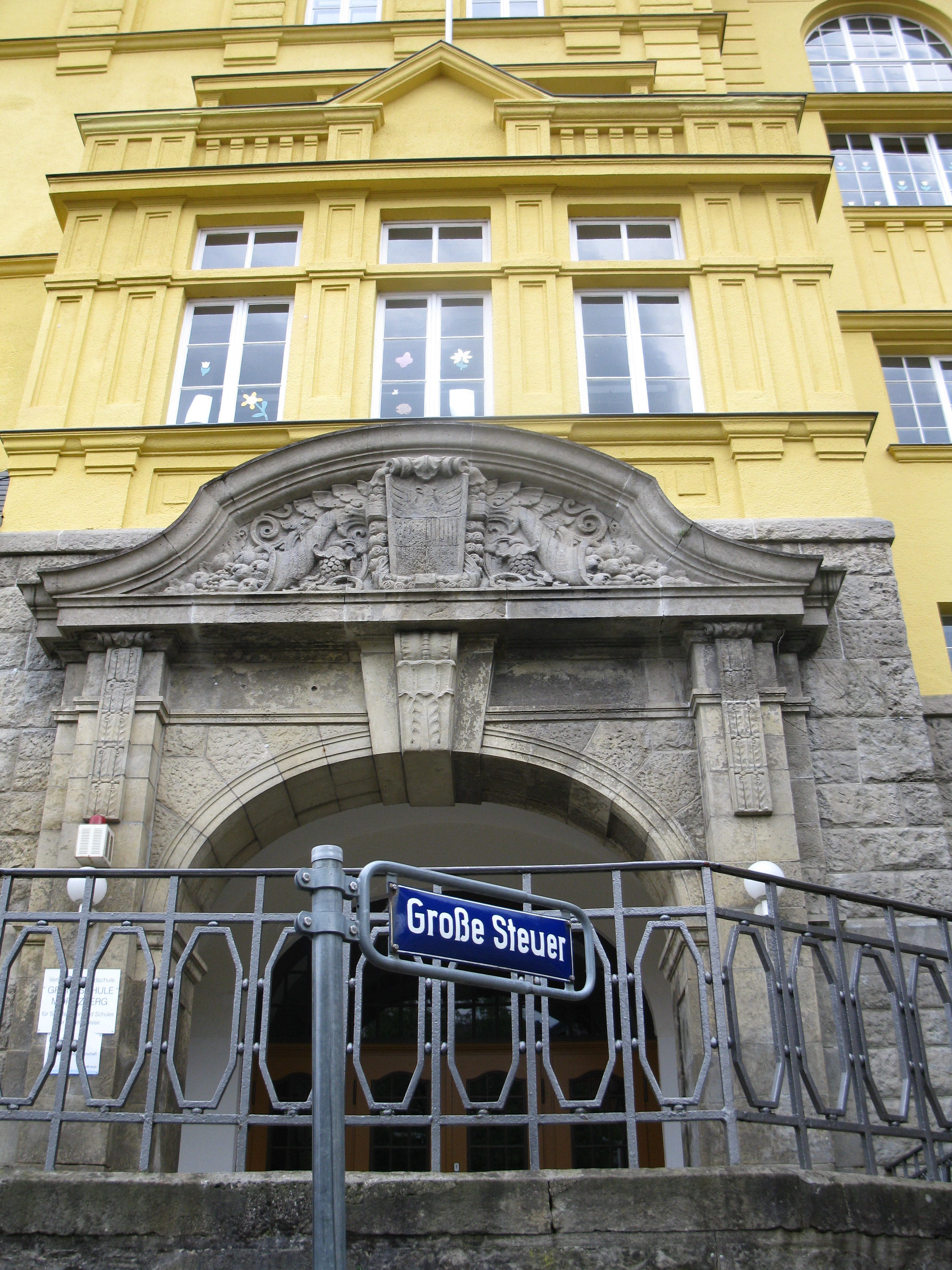
Beginn der Großen Steuer vor dem Portal der Gelben Schule
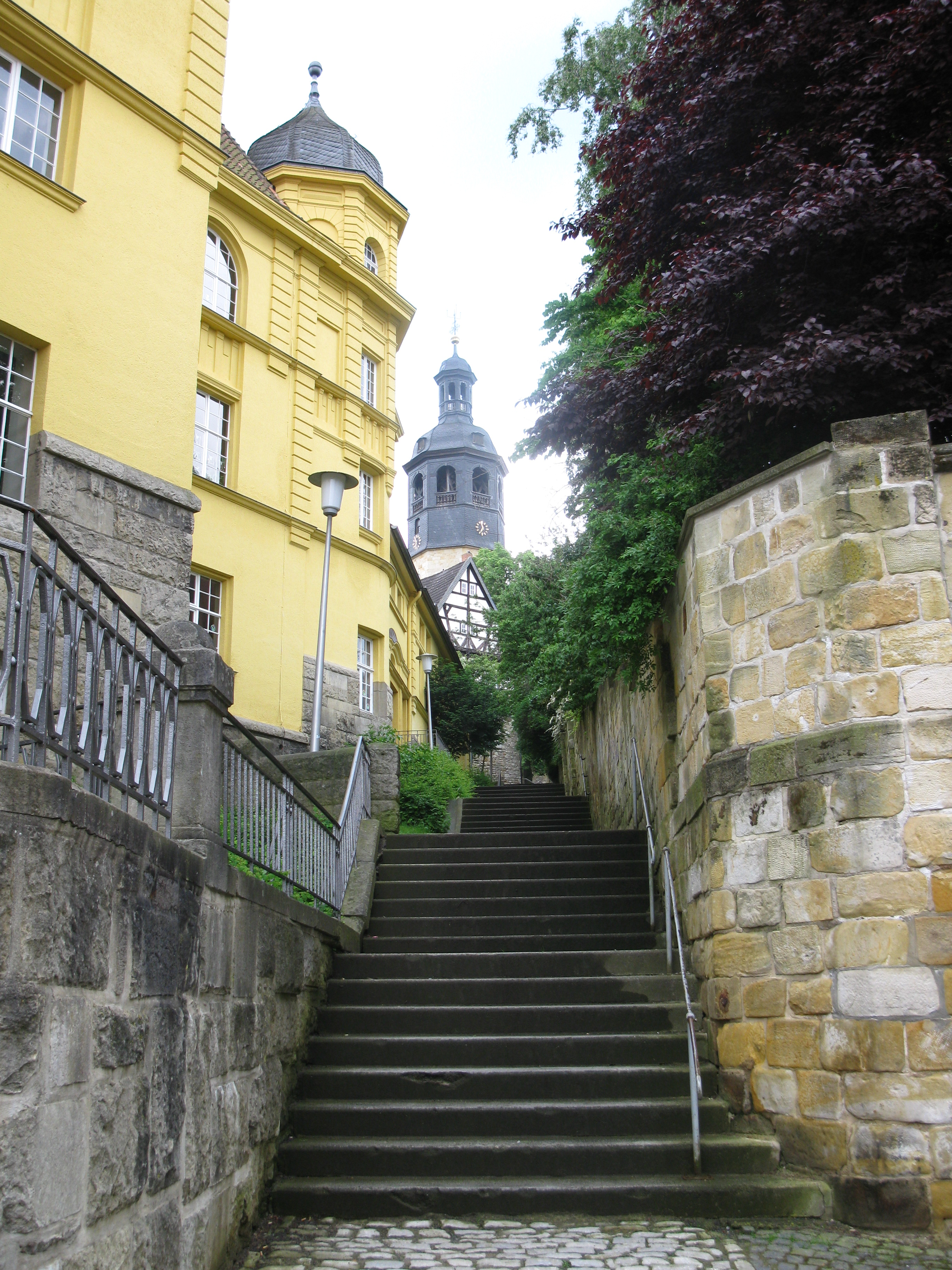
Blick über die Große Steuer nach Südwesten
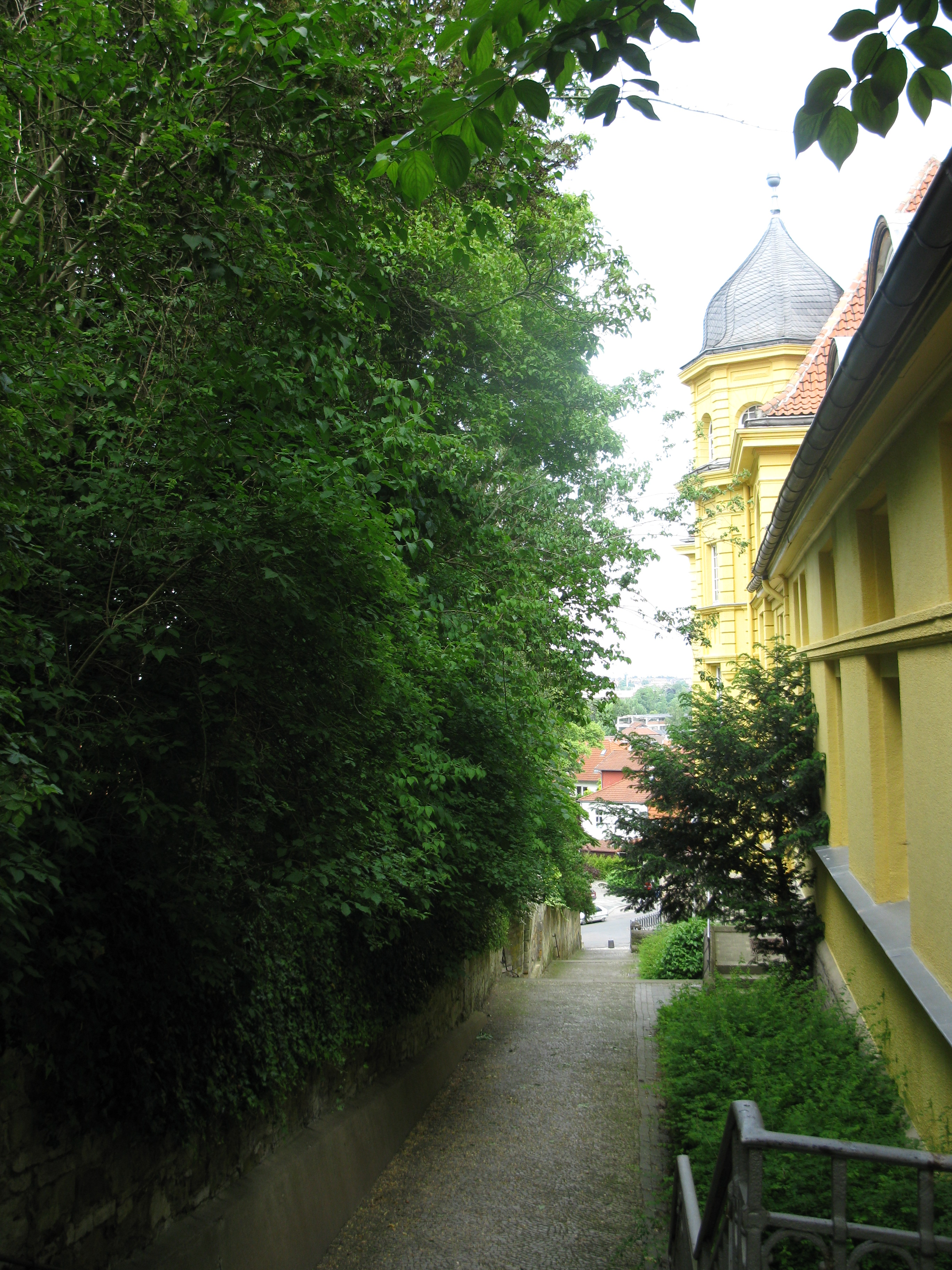
Blick durch die Große Steuer bergab nach Süden
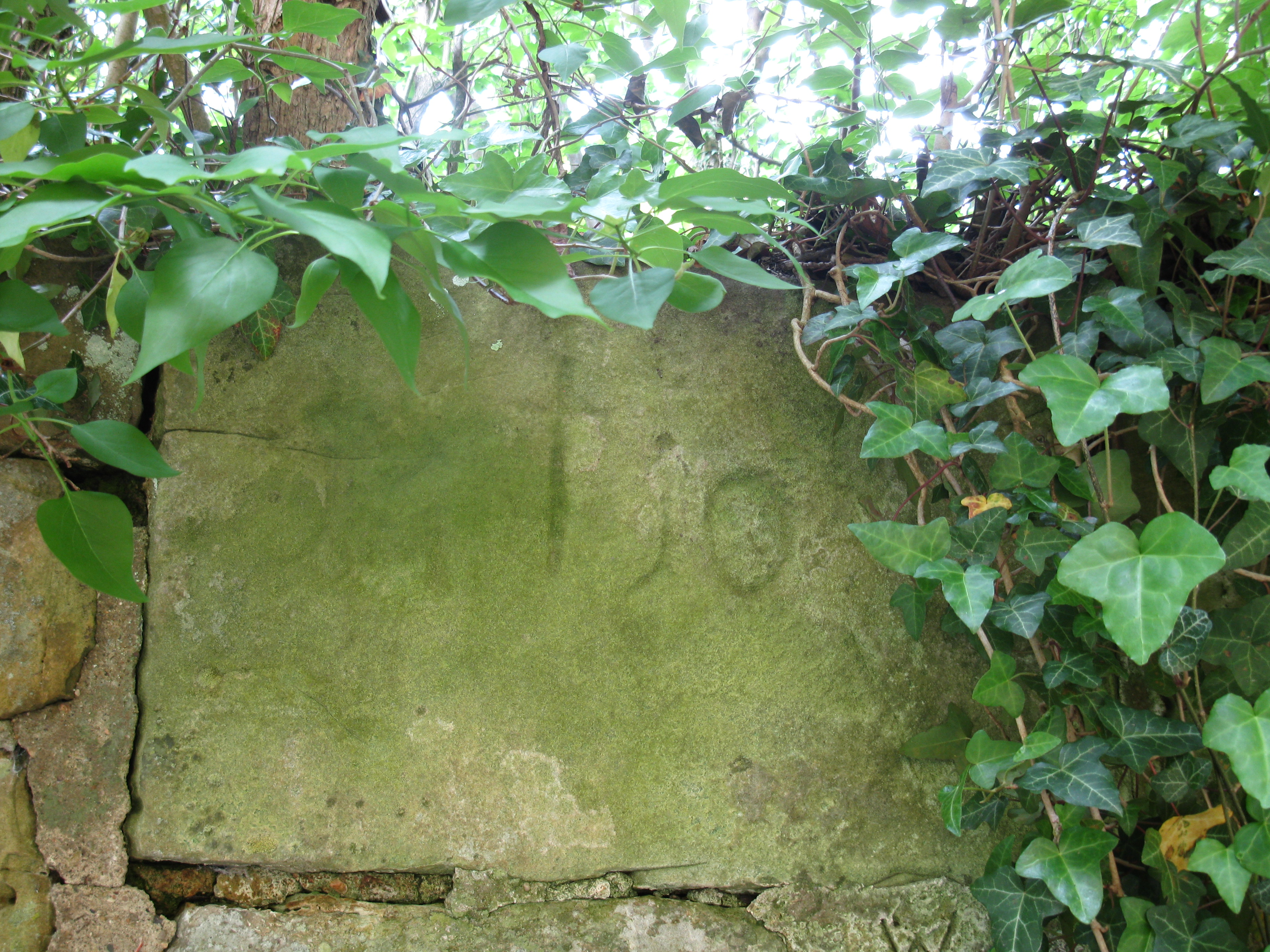
Mauerstein mit Kreuz und Jahreszahl